# Catalase-peroxydase
Une catalase-peroxydase est une oxydoréductase qui catalyse les réactions,,,, :
(1) donneur + H2O2  {\displaystyle \rightleftharpoons }  donneur oxydé + 2 H2O ;
(2) 2 H2O2  {\displaystyle \rightleftharpoons }  O2 + 2 H2O.
Cette enzyme est à la fois une peroxydase (1) et une catalase (2).